# Hutovo blato
Hutovo blato je obsežno močvirje v spodnji dolini Neretve v Bosni in Hercegovini, tik pred njeno delto na Hrvaškem. Tvori ga sistem podtalnice, ki ga napajata Neretva in njen pritok, reka Krupa, ki priteče z bližnjega apnenčastega masiva Ostrvo. Predstavlja svojevrstno oazo v negostoljubnem kamnitem površju zahodne Hercegovine, zato predstavlja dom množici ptic, ki tu gnezdijo, prezimujejo ali se ustavljajo na selitvi, zgodovinsko znano pa je tudi kot bogat ribolovni revir.
Greben Ostrva deli Hutovo blato na Deransko in Svitavsko blato, slednje je bilo leta 1979 poplavljeno zaradi izgradnje hidroelektrarne Čapljina, kar je znatno zmanjšalo pomen tega dela kot habitat za organizme. Kljub grožnjam zaradi človekove aktivnosti ostaja širše območje ključnega pomena kot eno redkih preostalih sredozemskih mokrišč. Tu se razprostirajo obširna trstičevja, ki so zaradi ugodnega podnebja vse leto primerno prebivališče množice ptic, pa tudi rib, med njimi nekaj ogroženih evropskih vrst, kot sta pritlikavi kormoran in razne čaplje. Na selitvi se tu ustavlja približno 240 vrst ptic.
Leta 1995 je bilo območje zaščiteno kot naravni park. Leta 2001 je bilo razglašeno tudi za Ramsarsko mokrišče mednarodnega pomena – skupaj z delto Neretve, ki ima ta status od leta 1993, tvori čezmejno zavarovano območje, ki ga je z varstvenega stališča smiselno obravnavati kot enotno območje spodnje doline Neretve. Od skupnega območja, velikega 20.000 ha, zavzema 8000 ha Hutovo blato v Bosni in Hercegovini ter 12.000 ha delta Neretve na Hrvaškem. Sodelovanje pri upravljanju je zaenkrat skromno. Hutovo blato je prepoznano tudi kot mednarodno pomembno območje za ptice.